# Endasys spinissimus
Endasys spinissimus là một loài tò vò trong họ Ichneumonidae.